# جو هندرسون (مغني)
جو هندرسون (بالإنجليزية: Joe Henderson)‏ هو مغني أمريكي، ولد في 24 أبريل 1937، وتوفي في 25 أكتوبر 1964 في ناشفيل في الولايات المتحدة بسبب نوبة قلبية.

## وصلات خارجية
- جو هندرسون على موقع ميوزك برينز (الإنجليزية)
- جو هندرسون على موقع ديسكوغز (الإنجليزية)